# Phú Quang
Nguyễn Phú Quang, thường được biết đến với nghệ danh Phú Quang (13 tháng 10 năm 1949 – 8 tháng 12 năm 2021), là một cố nhạc sĩ người Việt Nam.
Nhạc của Phú Quang chủ yếu là tình ca, những bài hát trữ tình viết về Hà Nội. Ngoài ra, ông còn sáng tác khí nhạc (nổi bật là "Khát vọng" và "Tình Yêu Của Biển") và nhạc phim (Bao giờ cho đến tháng Mười, Vị đắng tình yêu).

## Tiểu sử
Nhạc sĩ Phú Quang sinh năm 1949 tại Phú Thọ, quê gốc làng Vĩnh Lộc, xã Phùng Xá, huyện Thạch Thất, Hà Nội trong một gia đình có truyền thống âm nhạc, có nhà ở phố Khâm Thiên. Phú Quang không biết chính xác ngày sinh của mình bởi sau khi sinh ông được khoảng 3 tháng, mẹ ông mới đi làm Giấy khai sinh cho ông và lấy ngày 13/10/1949 là ngày sinh. Về sau này, Phú quang đã sáng tác bài "Sinh nhật đen" để nói về ngày sinh nhật của chính mình.

## Sự nghiệp
Năm lên 5 tuổi, ông theo gia đình về Hà Nội. 36 tuổi vào Thành phố Hồ Chí Minh sinh sống và năm 2008 (59 tuổi) trở lại Hà Nội.
- Năm 1967: Tốt nghiệp tại Nhạc viện Hà Nội hệ trung cấp kèn Cor
- Từ năm 1967 đến 1978: Công tác tại Nhà hát Giao hưởng - Hợp xướng - Nhạc vũ kịch Việt Nam.
- Năm 1978: Học tại Nhạc viện Hà Nội, chuyên ngành chỉ huy dàn nhạc.
- Năm 1982: Tốt nghiệp, về công tác tại Dàn nhạc Giao hưởng Việt Nam.
- Năm 1986: Chuyển về Phòng ca múa nhạc, Sở Văn hóa - Thông tin Thành phố Hồ Chí Minh.
- Năm 1994: Chuyển về Nhà hát Giao hưởng Thành phố Hồ Chí Minh.
- Năm 2004: Thành lập Công ty Hỗ trợ và Phát triển Nghệ thuật Phú Quang.

## Đời tư
Phú Quang có 3 đời vợ nghệ sĩ Kim Chung, NSƯT Hồng Nhung (Nguyễn Thị Nhung, sinh năm 1953), và Anh Thư; cùng 3 người con nghệ sĩ dương cầm Trinh Hương, Giáng Hương, và con trai út Phú Vương – tốt nghiệp ngành thiết kế đồ họa ở Singapore. Trong đó, người vợ thứ ba Anh Thư kém ông hơn 20 tuổi, hai vợ chồng ở tại Tứ Liên, Tây Hồ, Hà Nội.
Chồng Trinh Hương là nghệ sĩ vĩ cầm Bùi Công Duy, ông và Duy có mối quan hệ thân thiết.
Nhạc sĩ Phú Quang từng suýt mất mạng khi còn sơ sinh nhưng được một linh mục Công Giáo cứu và đặt cho tên thánh là Phêrô.

## Qua đời
Ông qua đời tại Bệnh viện Việt Xô vào lúc 8h45 ngày 8/12/2021, không lâu sau sinh nhật 73 tuổi.
Lễ tang của ông được tổ chức sáng 13/12 tại Nhà tang lễ Quốc gia, số 5 Trần Thánh Tông (Hà Nội). Lễ viếng được tổ chức từ 7h05 đến 8h45. Lễ truy điệu được tổ chức từ 8h45 đến 9h00. Lễ di quan lúc 9h, sau đó ông được an táng tại quê nhà Phú Thọ, thể theo di nguyện của ông và nguyện vọng của gia đình. Địa điểm an táng là tại công viên tưởng niệm Thiên Đức, huyện Phù Ninh, tỉnh Phú Thọ.

## Sáng tác

#### Ca khúc
1. Bâng quơ
2. Biển nỗi nhớ và em (Thơ Hữu Thỉnh)
3. Ca khúc "Mẹ"[15]
4. Chiều đông Moskva
5. Chiều phủ Tây Hồ
6. Chiều sóng và em
7. Chuyện kể về tình yêu
8. Chuyện bình thường số 7
9. Em ơi Hà Nội phố (Thơ Phan Vũ)
10. Đâu phải bởi mùa thu (Thơ Giáng Vân)
11. Điều giản dị
12. Gió và hoa hồng (Nhạc ngoại)
13. Khúc mùa thu
14. Im lặng đêm Hà Nội (Thơ Phan Thị Ngọc Liên)
15. Lang thang
16. Thương lắm tóc dài ơi
17. Trong ánh chớp số phận
18. Tình khúc 24
19. Tình yêu của biển
20. Mơ về nơi xa lắm
21. Nói với anh
22. Nỗi buồn
23. Nỗi nhớ
24. Nỗi nhớ mùa đông (Thơ Thảo Phương)
25. Hà Nội ngày trở về (Thơ Thanh Tùng)
26. Ngày mai
27. Khúc mưa
28. Sinh nhật đen[16]
29. Lãng đãng chiều đông Hà Nội (thơ Tạ Quốc Chương)
30. Rock buồn
31. Về lại phố xưa
32. Với tất cả tình yêu (Nhạc ngoại)
33. Khúc mưa (thơ Đỗ Trung Quân)
34. Một dại khờ một tôi (thơ Nguyễn Trọng Tạo)
35. Dương cầm lạnh (thơ Dương Tường)
36. Có một ngày (thơ Nguyễn Khoa Điềm)

#### Khí nhạc & nhạc phim
Phần lớn các bản khí nhạc của Phú Quang đều là những bản chuyển soạn cho flute và đàn dây. Một số trích đoạn khí nhạc của Phú Quang được dùng làm nhạc hiệu, nhạc nền cho chương trình của Đài Tiếng nói Việt Nam trong nhiều năm.
1. Niềm tin[17]
2. Khát vọng
3. Câu chuyện truyền thuyết
4. Bao giờ cho đến tháng mười
5. Tình yêu của biển (sáng tác năm 1976)
6. Cõi người
7. Khi mùa thu tới (phim Vị đắng tình yêu)
8. Câu hát mẹ ru (viết cho đàn bầu)

Nhà soạn nhạc phim Việt Nam được Phú Quang nể phục nhất là Đàm Linh. Bản thân nhạc sỹ Phú Quang làm nhạc cho nhiều bộ phim nghệ thuật ăn khách có thể kể đến như: Tình Khúc 68, Bao Giờ Cho Đến Tháng Mười, Vị Đắng Tình Yêu, Ai Xuôi Vạn Lý, Hải Nguyệt, Có một tình yêu như thế, Băng Qua Bóng Tối, Huyền Thoại Về Người Mẹ...
Nhạc cho phim truyền hình dài tập như Ông Cố Vấn, Dốc Tính... Nhạc cho sân khấu kịch của Hà Nội như Bài Ca Điện Biên, Vòng Tay Anh Vòng Tay Em, Trần Thủ Độ... Nhạc cho ballet như vở Sự Ân Hận Muộn Màng.

## Danh sách đĩa nhạc
Album phòng thu
- Cho một người tình xa (1996) - cùng Mỹ Linh
- Một dại khờ, một tôi (1997)
- Trong ánh chớp số phận (1997)
- Mơ về nơi xa lắm (1999)
- Về lại phố xưa (2001)
- Điều giản dị (2003)
- Ngoảnh lại (2003)
- 13 chuyện bình thường (2004)
- Cha & con (2005) - cùng Quang Lý, Thanh Lam, Ngọc Anh và Trinh Hương
- Phố cũ của tôi (2005)
- 69'59'' (2005) - cùng Ngọc Anh
- Mùa hạ còn đâu (2006)
- Cho em và cũng là cho anh (2006) - cùng Quang Lý
- Có một vài điều anh muốn nói với em (2007)
- Em & anh (2008) - cùng Phú Ân
- Mới thôi... mà đã một đời (2011)

### Album biên tập
- Tình khúc Phú Quang – Thương lắm tóc dài ơi! (1996) - NSND Lê Dung, Bảo Yến, Thanh Lam, Mỹ Linh, Thu Hà, Nhã Phương và  Thanh Long Bass
- Tình khúc Phú Quang – Nói với Anh (với Thu Phương) (1998)
- Tình khúc Phú Quang – Giọt thu buồn (Bảo Yến)
- Nỗi nhớ (Kasim Hoàng Vũ)
- Lãng Đãng Chiều Đông Hà Nội - 12 Tình khúc Phú Quang (2001)
- Tình khúc Phú Quang - Dòng Sông Không Trở Lại (2005)
- Tình khúc Phú Quang - Nỗi Nhớ Mùa Đông (2006)
- 30 Tình khúc Phú Quang
- CD Phú Quang (2010)
- Tình khúc Phú Quang Vol 1 + 2 (2000)
- The Best Of Phú Quang: Gửi Một Tình Yêu (2010)
- Mới thôi... mà đã một đời - Phần 2: Hà Nội ngày trở về (2013)
- Thu rất thật thu (Minh Thu, 2017)
- Thời gian có bao giờ trở lại (Minh Chuyên, 25/03/2018)
- Đức Tuấn Phú Quang in Symphony – Hà Nội và em khi thu chớm đông sang (Đức Tuấn, 2018)
- TẤN MINH & HÀ NỘI - NHỮNG TÌNH KHÚC PHÚ QUANG (VOL. 3, CD) (2010)
- Lớn lên cùng Hà Nội Acoustic (Born in Hanoi) (tháng 6/2014) - với Ngô Quang Vinh
- Nỗi nhớ mùa đông (Phương Anh, 2015)
- Tình ca Phú Quang 1 - với Tuấn Ngọc, Ý Lan, Mỹ Hạnh, Thu Phương, Thanh Hà, Quang Dũng, Nguyên Khang và Anh Tú (2003)
- Em ơi, Hà Nội phố (Nguyễn Lệ Thu, 2021)
- Nỗi nhớ mùa đông (Mai Diệu Ly, 2022)

### Album tuyển tập
- Còn tuổi nào cho em - với Lê Dung, Thanh Lam, Hồng Nhung, Mỹ Linh, Ngọc Anh, Thanh Long và Ngọc Quỳnh (1997)
- Có một chiều như thế - với Thanh Lam, Hồng Nhung, Mỹ Linh và Thanh Long (1997)
- Thương một người - với Lê Dung, Thanh Lam, Hồng Nhung, Thu Hà, Phương Thảo và Ngọc Anh (1998)

## Buổi biểu diễn
- Mơ về nơi xa lắm (1998)
- Khát Vọng—37 năm ngoảnh lại (2002)
- Phú Quang - Dương cầm lạnh (2014)
- Hà Nội và em khi thu chớm đông sang (2014)
- Những nẻo đường anh đã đi qua (2015)
- Dương cầm lạnh & Phố cũ của tôi (2018)
- Mùa thu giấu em (2019)

## Ca sĩ thể hiện thành công
- Ngọc Anh
- Hồng Nhung
- Quang Lý
- Ngọc Tân
- Lê Dung
- Mỹ Linh
- Tấn Minh
- Thanh Lam
- Thu Phương